# Andreas Krieger

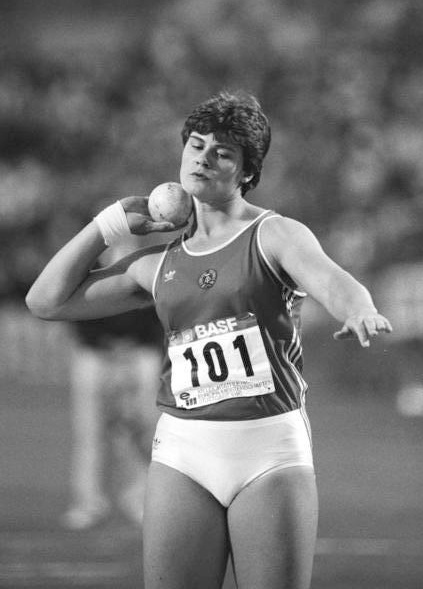
Krieger während der Europameisterschaften in Stuttgart, 1986

Andreas Krieger (* 20. Juli 1965 in Ost-Berlin als Heidi Krieger) ist ein ehemaliger deutscher Kugelstoßer. Krieger ist Opfer des staatlich verordneten Zwangsdopings im DDR-Leistungssport.

## Sportliche Laufbahn
Krieger, die mit 13 Jahren zur Leichtathletik kam, wurde im Rahmen des DDR-Staatsdopings spätestens im Alter von 16 Jahren ohne ihr Wissen mit Anabolika und männlichen Hormonen behandelt. Mit 16 wurde sie als „Sportlerin 54“ in das staatliche Anabolikaprogramm des Sportmedizinischen Dienstes der DDR aufgenommen. Die Dissertationen und Habilitationsschriften von DDR-Dopingforschern, die 1991 durch die Dopinggegner Brigitte Berendonk und Werner Franke in der Militärmedizinischen Akademie Bad Saarow sichergestellt werden konnten, enthalten u. a. genaue Werte zu Jahresdosen und Tagesdurchschnittsmengen der verabreichten Anabolika. Diesen Angaben zufolge wurden Krieger von 1982 bis 1984 hohe Dosen Oral-Turinabol verabreicht. Krieger ist staatlich anerkanntes Dopingopfer und einer der wenigen ehemaligen Spitzensportler der DDR, die öffentlich über die Dopingpraxis in der DDR sprechen.
Krieger hatte bei einer Größe von 1,87 m ein Wettkampfgewicht von 100 kg.

## Geschlechtsangleichung
Heidi Krieger hatte zunehmend Schwierigkeiten, sich in einer weiblichen Geschlechterrolle wiederzufinden. Im Laufe der Jahre war ihr klar geworden, dass ihre Geschlechtsidentität eine männliche war. Krieger führt dies zumindest teilweise auf das Doping mit Testosteron zurück. Sie wechselte die Geschlechterrolle, unterzog sich 1997 einer geschlechtsangleichenden Operation und nahm den Namen Andreas an.

## Fackellauf für Menschenrechte
Im Rahmen des Fackellaufs für Menschenrechte engagierte sich Andreas Krieger zusammen mit seiner Frau Ute Krieger-Krause (Heirat 2002) gegen die Durchführung der Olympischen Spiele in Peking 2008 für den Fall, dass China seine Menschenrechtsverletzungen bis dahin nicht stark einschränken würde.

## Dopingopfer
Andreas Krieger nahm nach seiner Karriere zusammen mit anderen Dopingopfern als Nebenkläger am Prozess gegen den Präsidenten des Deutschen Turn- und Sportbundes der DDR, Manfred Ewald, und den Vizechef des Sportmedizinischen Dienstes der DDR, Manfred Höppner, teil und sagte als Zeuge aus. Höppner und Ewald wurden wegen Beihilfe zur Körperverletzung zu Freiheitsstrafen auf Bewährung verurteilt.
Andreas Krieger lebt als selbständiger Unternehmer in Magdeburg. Krieger ist seit 2002 mit der ehemaligen DDR-Schwimmerin Ute Krieger-Krause verheiratet, die ebenfalls von ihren Trainern zum Doping gezwungen wurde. Andreas Krieger leidet seit seinem Rückzug aus dem Sport unter ernsten Gesundheitsproblemen. Er erträgt nur noch geringe körperliche Anstrengungen und ist aufgrund der jahrelangen exzessiven physischen Belastungen unter Einnahme von Steroiden nicht in der Lage, auf der Seite zu schlafen.
2008 drehten ukrainische Cineasten den Dokumentarfilm Doping, die Fabrik der Champions (Допинг. Фабрика чемпионов), dessen Protagonisten Andreas Krieger, seine Frau Ute Krause-Krieger und ihre Tochter sind. 2017 gewann Kriegers Halbschwester Susann Krieger (aus der zweiten Ehe des Vaters) den Deutschen Radiopreis in der Kategorie „Beste Reportage“ für ihren Beitrag, „Gedoptes Gold – Wie aus Heidi Andreas wurde“, über die Lebensgeschichte ihres Bruders und ihre Wiederbegegnung mit ihm.
Die Goldmedaille im Kugelstoßen, gewonnen in der Frauenwertung bei den Europameisterschaften 1986 in Stuttgart mit einer Weite von 21,10 m, stiftete Krieger 1999 dem Verein Doping-Opfer-Hilfe. Sie wird seit 2000, eingearbeitet in eine Plastik, an Personen verliehen, die sich besonders um den Kampf gegen Doping verdient gemacht haben. Nachdem der Preis zunächst „Heidi-Krieger-Medaille“ hieß, wurde er 2014 in Antidoping-Preis des DOH umbenannt.
Krieger kämpft dafür, dass seine Rekorde von den offiziellen Bestenlisten gelöscht werden, um „fatalerweise dopingverseuchte Weiten und Zeiten [nicht] als eine erstrebenswerte Leistung“ erscheinen zu lassen. Vor allem seine Rekorde aus dem Juniorenbereich sieht er dabei kritisch.

## Auszeichnungen
- 1986: Vaterländischer Verdienstorden in Silber[10]